# 장희영 (방송인)
장희영(1976년 1월 16일 ~ )은 시사평론가 겸 대학 교수이며 여성 프리랜서 아나운서이다.

## 주요 이력

### 주요 경력
- 1998년 9월 YTN 연합뉴스 앵커 아나운서 입사.
- 1999년 9월 MBN 매일경제방송 앵커 아나운서 이적.
- 2002년 2월 MBN 매일경제방송 퇴사하여 프리랜서 아나운서 선언 이후 시사평론가 활동.
- 2009년 2월 KBS 한국방송공사 프리랜서 시사 캐스터.
- 2011년 2월 한국경제TV 프리랜서 앵커.
- 2014년 1월 뉴스 Y 프리랜서 앵커.

## 학력
- 한양대학교 자원공학과 학사
- 연세대 대학원 경영학 석사

## 출연작

### TV 프로그램
- 2009년 KBS 《생방송 세상의 아침》
- 2017년 MBN 《뉴스 파이터》